# نیکسا (میزوری)
نیکسا (به انگلیسی: Nixa) شهری در شهرستان کریستین ایالت میزوری است که جمعیت آن در سرشماری سال ۲۰۱۰ میلادی ۱۹٫۰۲۲ نفر بوده است.